# Воскова стиглість
Воскова́ сти́глість або воскова́ зрі́лість — фаза дозрівання хлібних злаків. Настає зазвичай через 10–12 днів після молочної зрілості. У багатьох культур спостерігається майже повне пожовтіння всієї рослини. Зерно набуває нормального кольору і воскової консистенції (звідси і назва), легко ріжеться нігтем. Наприкінці цієї стадії припиняється накопичення в зерні органічних речовин. З етапу воскової стиглості починають роздільне збирання врожаю більшості культур.